# ミロスラフ・カルハン
ミロスラフ・カルハン（Miroslav Karhan、1976年6月21日 - ）は、スロバキアの元サッカー選手、サッカー指導者。ポジションはMF。スロバキア代表の出場試合数最多選手である (107試合) 。

## 経歴
スパルタク・トルナヴァでは若くしてチームの大黒柱となった。デビュー1年後には、19歳で代表にも選ばれた。その後も、ベティス、ベシクタシュでプレーした。いずれも1年で移籍している。
ヴォルフスブルクでは、6シーズンプレーし、リーグ戦の出場試合数が1シーズンに30試合以下だったのは、最後の2006-07シーズンのみである。その後、1.FSVマインツ05に移籍した。2011年夏には古巣のスパルタク・トルナヴァへ復帰。